# Tableau de financement
Le tableau de financement est l'état comptable des flux de trésorerie d'emplois mobilisés et de ressources dégagées par l'entreprise au cours d'un, ou plusieurs, exercice comptable passé. Il ne doit pas être confondu avec le plan de financement qui est construit avec un mélange de flux de fonds et de flux de trésorerie.

## Enjeux du tableau de financement
Le bilan et le compte de résultat perdent une partie des informations saisies par la comptabilité ; le premier parce qu'il ne mesure que des stocks de valeur à un instant, oubliant les flux dont ils sont l'aboutissement ; le second parce qu'il note seulement les soldes des flux de valeur qui ont une action sur le patrimoine, donc sur le résultat. Le tableau de financement apporte un supplément d'information, parce qu'il recense de manière exhaustive tous les flux (variations), ressources et emplois, pendant l'exercice et montre comment les ressources ont financé les emplois. Ce tableau est constitué de quatre parties incluses dans la trésorerie de financement.

## Caractéristiques du tableau de financement
Le tableau de financement est facultatif pour le PCG (article 532-9 et 10). Son établissement est obligatoire pour les sociétés commerciales (C. com, article L.232-1), pour les personnes morales de droit privé non commerçantes ayant une activité économique qui dépassent une certaine dimension (C. com art L 612-2), pour les associations qui reçoivent des subventions (C. com, article L 612-4). Il est également obligatoire pour les entreprises qui adhèrent à un centre de gestion agréé, c'est-à-dire de petites entreprises

### Le bilan fonctionnel
Le bilan fonctionnel est un bilan dans lequel les emplois et les ressources sont évalués à la valeur d'origine des flux de recettes et de dépenses, et classés selon leur cycle d'utilisation. C'est une analyse dynamique permettant l'étude de l'activité par cycle et indiquant que pour une sécurité financière, les actifs stables doivent être financés par les ressources stables. À un doublement de l'activité correspond un doublement du BFR et une augmentation plus que proportionnelle du besoin de trésorerie. Il y a donc risque de faillite. Le bilan fonctionnel permet d'élaborer le tableau de financement.